# Guillaume de Châteauvillain
Guillaume de Châteauvillain, né après 1371 et mort en 1439, est le fils de Jean II de Thil-Châteauvillain et de son épouse Jeanne de Grancey. À la mort de son père, il est seigneur de Châteauvillain, de Grancey, de Pierrepont et Nully.

## Biographie

### Début de carrière
Guillaume de Châteauvillain est issu de la maison de Thil, une famille ancienne et importante du duché de Bourgogne, dont les premiers membres connus remontent au Xe siècle. Il est le fils aîné de Jean II de Thil-Châteauvillain, seigneur de Thil et de Châteauvillain, et de son épouse Jeanne de Grancey, dame de Grancey et de Marigny,.
À la mort de son père en 1419, il hérite des seigneuries de Châteauvillain, de Grancey et de Pierrepont tandis que son frère puîné, Bernard, hérite de celle de Thil. Mais quelques années plus tard, à la mort de leur mère Jeanne de Grancey, Bernard attaque en justice le testament et réclame la moitié des terres de ses parents, ne tenant pas compte du droit d'ainesse. Toutefois, le Parlement de Paris ne lui accorde que Thil et Marigny.

### Au service du duc de Bourgogne
Tout comme son père avant lui, Guillaume fait partie des fidèles du duc de Bourgogne, même s'il compte également parmi les proches du roi de France, dont il est conseiller ainsi que chambellan,
Toutefois, lorsque commence la guerre civile entre Armagnacs et Bourguignons, il embrasse le parti bourguignon, qui le nomme en 1419 grand chambrier de France à la place du duc de Bourbon. Le roi Charles VI, souhaitant probablement le rallier à sa cause, le nomme en 1422 capitaine de Bar-sur-Aube et le qualifie dans sa lettre de nomination comme son « son amé et féal cousin, conseiller et chambellan »,.
Mais Guillaume continue de combattre pour le duc de Bourgogne contre le roi Charles VII. La Champagne et les environs de Troyes ont été particulièrement marqués par ses chevauchées. Pour s'assurer de sa fidélité, les Anglais lui donnent en 1429 une partie des richesses confisquées à la famille Juvenal des Ursins ainsi qu'au seigneur de La Rochefoucauld.

### Prisonnier des Français
Lors de sa marche vers Reims en 1429 pour son sacre, le roi Charles VII, accompagné de Jeanne d'Arc, s'empare de plusieurs villes sur son passage, dont Marigny qui appartient à Guillaume. Dès 1430, il tente de la lui reprendre avec une petite troupe de 100 hommes environ, mais il échoue et est fait prisonnier des Français, menés par Thibaud de Termes, Arnault Guilhem de Barbazan, Bertrand de Thoujouse, le Bourc de Mascaras ou encore Forte-Espice.
Hors, Guillaume de Châteauvillain est un chevalier redoutable et fort riche, aussi la rançon qui lui est demandée pour sa libération est élevée et estimée à 20 000 saluts d'or. Après avoir obtenu des garanties de ses proches, dont son frère Bernard, son cousin Guillaume de Vienne, le comte de Joigny Guy de La Trémoille ou encore le maréchal de Bourgogne Antoine de Toulongeon, et avoir laissé quatre otages, Guillaume est libéré en avril 1431.
Guillaume doit alors trouver la somme nécessaire à sa rançon. Avec son frère Bernard, ils engagent une partie de leurs terres. Il s'acharne aussi auprès de ses différents débiteurs et reprend également un procès en suspens avec Jean IV de Vergy pour la succession de Yolande et Isabelle de Bar. De plus, il reprend les combats contre le roi de France et guerroie notamment du côté de Troyes, en Champagne. Mais la somme demandée reste difficile à atteindre.

### Au service du roi de France
En 1431, au sein du parti bourguignon éclate une dispute entre Guillaume de Châteauvillain, ruiné, et Jean IV de Vergy, seigneur de Fouvent, Port-sur-Saône, Montenot, Vignory, Lafauche et Saint-Dizier. Cette querelle est probablement due à la succession de Yolande et Isabelle de Bar, filles d’Érard de Bar, seigneur de Pierrepont et Ancerville, sur laquelle tous deux prétendaient avoir des droits.
Ne s'estimant pas assez soutenu par le duc de Bourgogne Philippe le Bon, qui semble avoir favorisé les intérêts de Jean IV de Vergy dont la plupart des terres se trouvent en Bourgogne contrairement aux siennes qui sont majoritairement en Champagne, Guillaume quitte alors les Bourguignons et rejoint le roi de France Charles VII. Cette défection est certainement le fruit des manigances de Georges de La Trémoille, proche du roi de France à qui il sert d'ambassadeur auprès du duc de Bourgogne, et dont le frère Jean de La Trémoille, seigneur de Jonvelle, est conseiller et chambellan du duc. Georges de La Trémoille propose alors à Guillaume de rejoindre le roi, en échange de quoi il lui offre d'épouser sa sœur, Isabelle de la Trémoille, deux fois veuve et disposant par conséquent d'un douaire important, et des facilités pour le paiement de la rançon dont les créanciers sont des hommes à lui.
Guillaume de Châteauvillain quitte la Bourgogne en janvier 1433, passe par Troyes dont les habitants, se souvenant de ses méfaits passés, refusent de le laisser traverser la ville, et arrive auprès du roi Charles VII à Amboise le 16 février 1433 où il lui fait hommage, puis quelque temps plus tard, il épouse Isabelle de la Trémoille à Loches.
Le roi et le reine font plusieurs cadeaux au nouveau couple, et le roi le nomme son lieutenant-général dans l’évêché et duché de Langres, dans le bailliage de Chaumont et dans la partie du bailliage de Sens enclavé dans cet évêché, afin de faire la guerre contre les Bourguignons,. Il retourne alors en Champagne où il arrive à Troyes le 15 mars 1433, accompagné de son épouse, et cette fois il y est bien accueilli par ses habitants qui le laissent pénétrer dans la ville.

### Rivalité avec Jean IV de Vergy
À la sSuite de la défection de Guillaume de Châteauvillain, les bourguignons préparent des représailles et lancent contre lui une armée menées par les Vergy, Jean IV et son oncle Antoine, Guillaume de Bauffremont, Guillaume de Vienne et Jean de Neufchâtel.
L'armée bourguignonne ravage alors les environs de Langres, forçant Guillaume à se réfugier dans la ville, puis prend une par une toutes ses places fortes.
En avril 1434, elle fait le siège du château de Grancey. Celui-ci dure trois mois avant que le château ne soit pris et démantelé, malgré le secours de Robert de Baudricourt et de Robert de Commercy. La ville est ensuite donnée au duc de Bourgogne qui la rend à Bernard de Châteauvillain, seigneur de Thil et frère de Guillaume mais resté fidèle au duc de Bourgogne. Au début de l'année 1435, Guillaume n'a plus que son fief de Châteauvillain, mais les Bourguignons le prenne peu de temps après. Le chroniqueur contemporain Enguerrand de Monstrelet estime à quatorze le nombre de places fortes de Guillaume prises par ses ennemis.
Guillaume ne possède alors plus rien, est entièrement ruiné et est acculé à Langres dont il ne peut sortir et dont les habitants se plaignent au roi de son comportement tyrannique envers eux. Son principal soutien auprès du roi de France, son beau-frère Georges de La Trémoille a été évincé en 1433 et remplacé par Arthur de Richemont. Celui-ci cherche alors à signer une paix avec le duc de Bourgogne et n'a alors aucun intérêt à défendre un transfuge bourguignon.

### Un puissant seigneur ruiné
La paix signée lors du traité d'Arras en 1435 le remet en possession de tous ses domaines, mais ceux-ci ont été terriblement dévastés, en particulier ses deux principales seigneuries : Châteauvillain et Grancey. Il ne lui reste à peine de quoi vivre et sa rançon est toujours à payer.
Ses pertes seront estimées par la suite à 100 000 écus, et Châteauvillain ne vaut par exemple plus que 400 écus. D'une manière générale, son revenu total a chuté de 8 000 à 2 000 livres.
Pour l'aider à rembourser ses dettes, le roi l'avait autorisé en 1432 à établir une grange à sel à Grancey, mais cela fut grandement insuffisant
. Le roi lui avait également promis la somme de 100 000 francs, payable à Toulouse, mais il ne réussit pas à se les faire payer. Il se voit ainsi obliger de vendre les droits de sa femme sur Issoudun contre la somme de 4 000 livres, ainsi que ses bijoux pour 100 000 francs, tout en poursuivant en justice les héritiers d'un de ses précédents époux pour le paiement de son douaire.
Mais entre-temps, le montant de sa rançon avait été augmenté de 20 000 à 32 000 saluts d'or par ses créanciers, arguant que l'entretien des otages pendant ces dernières années lui incombait ainsi que des frais de messagers auxquels sont ajoutés les intérêts pour le délai du versement de cette somme.

### Fin de vie
Guillaume de Châteauvillain meurt quelques années plus tard, en 1439, sans héritiers légitimes. Ses deux filles issues de son premier mariage sont mortes en bas âge et il ne laisse que deux bâtards à qui il parvient à laisser quelques terres. Son héritier principal pour ses seigneuries est donc son frère Bernard, qui devient donc seigneur de Châteauvillain et de Grancey.
Mais dès sa mort, son frère Bernard et sa veuve Isabelle de la Trémoille entrent en conflit à propos de Châteauvillain que Guillaume aurait laissé en viager à son épouse en compensation de la vente de ses droits sur Issoudun. Puis c'est Robert de Commercy, neveu de Guillaume, qui réclame Châteauvillain qui lui avait promis en échange de son aide contre les Bourguignons.
Quant à la rançon, elle n'a toujours pas été payée, et ses créanciers puis leurs héritiers feront encore de couteux procès aux successeurs de Guillaume pendant plus de quinze ans.

## Famille

### Mariages et enfants
Guillaume de Châteauvillain épouse en premières noces une femme dont le nom est inconnu et avec qui il a deux enfants :
- Jeanne de Châteauvillain, morte jeune le 4 décembre 1411 et est inhumée dans la collégiale de Châteauvillain[DC 2] ;
- Marie de Châteauvillain, morte jeune également le 4 décembre 1411 et est inhumée dans l'église des Cordeliers de Châteauvillain[DC 2].

Probablement veuf, il épouse en secondes noces en mars 1433 à Loches Isabelle de la Trémoille, veuve de Pierre de Tourzel, seigneur d’Alegre et de Précy, puis de Charles de la Rivière, seigneur de la Rivière, fille de Gui VI de La Trémoille, seigneur de la Trémoille, et de son épouse Marie de Sully, dame de Sully, mais ils n'ont pas de postérité.
Guillaume de Châteauvillain a également deux fils illégitimes avec des femmes inconnues :
- Bernard, bâtard de Châteauvillain, seigneur de Courtenoges et de Villers-Monroyer par legs de son père[DC 3] ;
- Robert, bâtard de Châteauvillain, seigneur de Bréviande et de Briel par legs de son père[DC 3].